# Nütterden
Nütterden – miejscowość w rejonie dolnego Renu, w powiecie Kleve, w gminie Kranenburg.
1 stycznia 2018 miejscowość liczyła 3008 mieszkańców.

## Historia

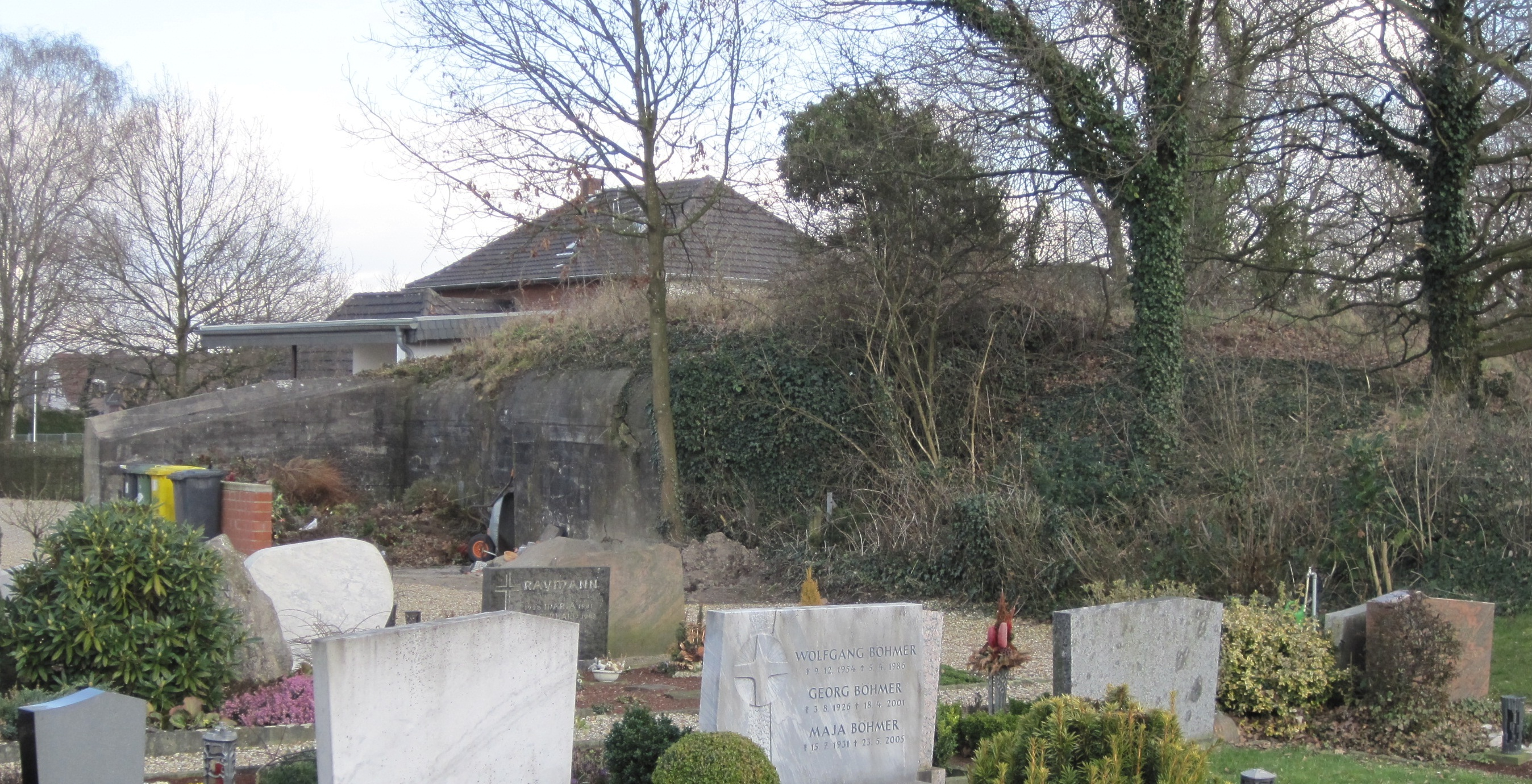
Powojenny bunkier na cmentarzu

Już w 720 roku o miejscowości wzmiankowano w świadectwie darowizny grafa Ebroina z Düffelgau dla kościoła w Rindern. W kopii tego aktu można znaleźć różne wersje pisowni nazwy miejscowości: Nitri, Nitro, Nitrae i Nitre, w późniejszych średniowiecznych dokumentach Nuteren, Nuterun, Nittra lub Nuttert. Zalążkiem miejscowości był dom szlachty Haus Klarenbeck, który położony był obok Elsenhof; obecną nazwą jest Klarenbeek. Do dzisiaj nieznane jest pochodzenie nazwy, lecz historyk Friedrich Gorissen uważa, że tytuł nawiązuje do wycinki drzew orzechowych.
Nütterden należało przez wieki do parafii  Donsbrüggen. Dopiero w 1841 została założona parafia św. Antoniego. W 1853 młoda parafia dostała własny kościół w stylu neogotyckim, który zastąpił małą kapliczkę z XV wieku.

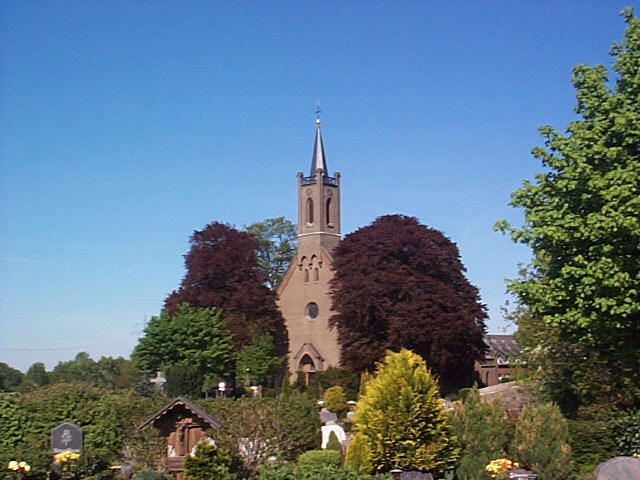
Kościół św. Antoniego w Nütterden

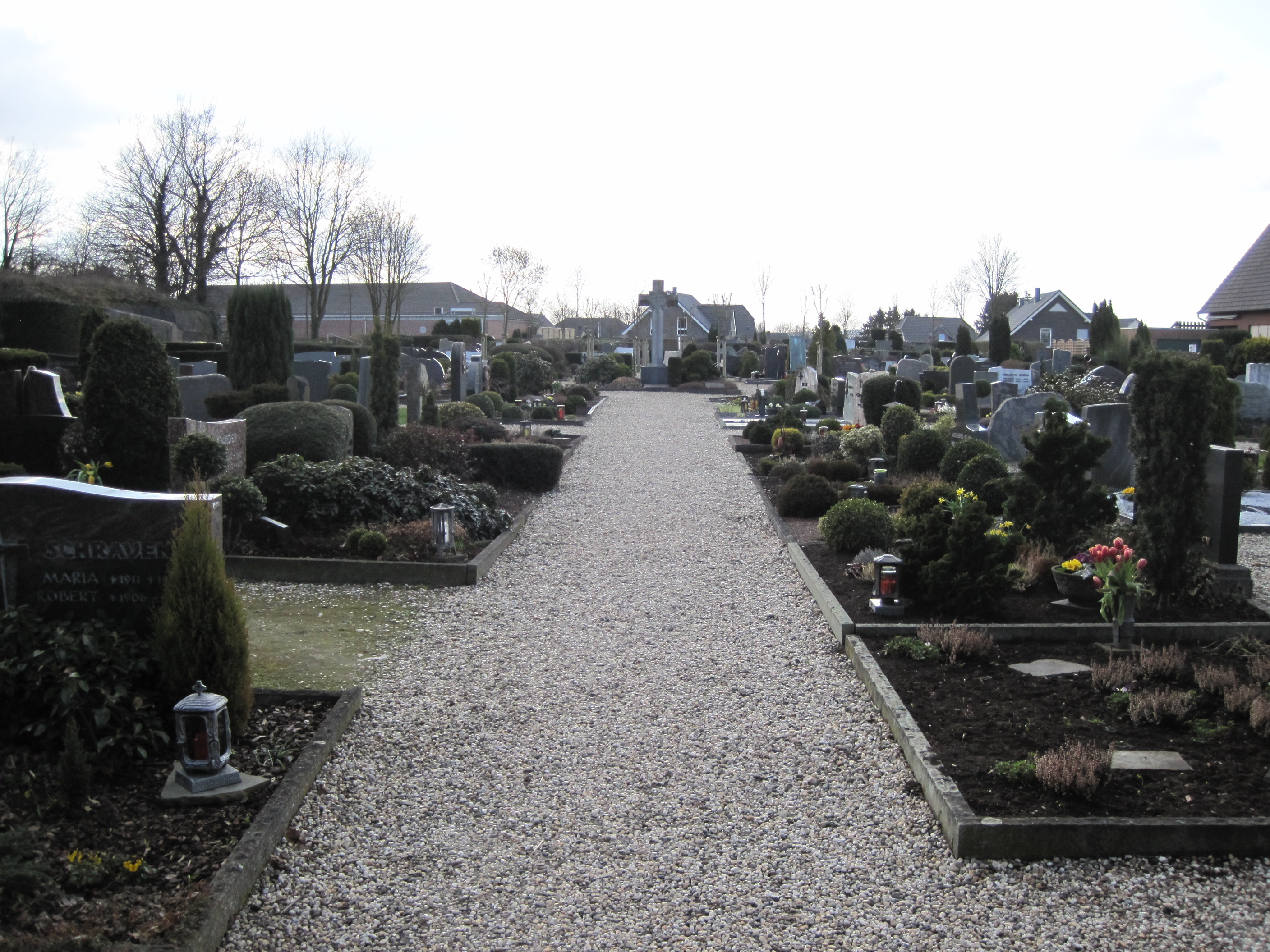
Cmentarz w Nütterden

W pobliskim lesie Klever Reichswald, w lutym 1945 pod koniec II wojny światowej, odbyła się tzw. bitwa w lesie Reichwald. Dwa bunkry na Linii Zygfryda typu Regelbau 102 V zachowały się do dzisiaj w Nütterden na cmentarzu i na skraju lasu, w bezpośrednim sąsiedztwie starej leśniczówki.

## Źródła
- Otto Friedrichs: Nütterden. Geschichte(n) und Bilder eines Dorfes am Niederrhein. Kleve 2000
- Oficjalna strona gminy Kranenburg
- Heimat- und Verschönerungsverein Nütterden